# بوينتيكالديراس
بلدية بوينتيكالديراس (بالإسبانية: Puentecaldelas) هي بلدية تقع في مقاطعة بونتيفيدرا التابعة لمنطقة غاليسيا شمال غرب إسبانيا.

## الديموغرافيا
يبلغ عدد سكان بلدية بوينتيكالديراس 6.319 نسمة عام 2011 (وفقاً للمعهد الوطني للإحصاء الإسباني).
| 6.963 | 6.547 | 6.292 | 6.515 | 6.487 | 6.422 | 6.319 |